# Resolutie 11 Veiligheidsraad Verenigde Naties
Resolutie 11 van de Veiligheidsraad van de Verenigde Naties werd zonder stemming goedgekeurd op de 80ste vergadering van de Raad op 15 november 1946.

## Achtergrond
In hoofdstuk °14 artikel °93 paragraaf °2 van het Handvest van de Verenigde Naties werd bepaald dat een land dat geen lid van de VN is wel partij kon worden van de Statuten van het Internationaal Gerechtshof, op voorwaarden die voor elk land apart worden bepaald door de Algemene Vergadering van de VN en na aanbeveling van de VN-Veiligheidsraad

## Inhoud
De Veiligheidsraad beval de Algemene Vergadering aan om Zwitserland onder de volgende voorwaarden toe te laten tot het Internationaal Gerechtshof: het land zou lid worden na neerlegging van de verklaring (zie resolutie 9) bij de secretaris-generaal van de Verenigde Naties die getekend was door de Zwitserse overheid en geratificeerd volgens de Zwitserse wet. Daarin stonden de aanvaarding van de voorwaarden in het Statuut van het Internationaal Gerechtshof, de aanvaarding van alle verplichtingen van VN-lidstaten zoals bepaald in artikel °94 van het VN-Handvest, evenals een bijdrage aan het Hof die door de Algemene Vergadering werd bepaald in samenspraak met de Zwitserse overheid.

## Verwante resoluties
- Resolutie 9 Veiligheidsraad Verenigde Naties stelde de voorwaarden waaronder niet-lidstaten van het Hof toegang kregen tot het Internationaal Gerechtshof.
- Resolutie 71 Veiligheidsraad Verenigde Naties over de voorwaarden voor Liechtenstein om partij van het Hof te worden.

Lijst ·  1 ·  2 ·  3 ·  4 ·  5 ·  6 ·  7 ·  8 ·  9 ·  10 ·  11 ·  12 ·  13 ·  14 ·  15